# San Pedro Yucunama
San Pedro Yucunama là một đô thị thuộc bang Oaxaca, México. Năm 2005, dân số của đô thị này là 244 người.